# Reggenza di Sekadau
La reggenza di Sekadau (in indonesiano: Kabupaten Sekadau) è una reggenza dell'Indonesia, situata nella provincia di Kalimantan Occidentale.